# Итупоранга
Итупоранга (порт. Ituporanga)  —  муниципалитет в Бразилии, входит в штат Санта-Катарина. Составная часть мезорегиона Вали-ду-Итажаи. Входит в экономико-статистический  микрорегион Итупоранга. Население составляет 20 087 человек на 2006 год. Занимает площадь 336,955 км². Плотность населения — 59,6 чел./км².

## История
Город основан 14 февраля 1948 года.

## Статистика
- Валовой внутренний продукт на 2003 составляет 170 632 090,00 реалов (данные: Бразильский институт географии и статистики).
- Валовой внутренний продукт на душу населения на 2003 составляет 8 611,69 реалов (данные: Бразильский институт географии и статистики).
- Индекс развития человеческого потенциала на 2000 составляет 0,825 (данные: Программа развития ООН).

## География
Климат местности: субтропический. В соответствии с классификацией Кёппена, климат относится к категории Cfa.